# Goodman Hills
Die Goodman Hills sind eine Gruppe von Hügeln an der Oates-Küste des ostantarktischen Viktorialands. Sie ragen über eine Länge von 15 km zwischen dem Paternostro-Gletscher und dem Tomilin-Gletscher südlich des Kap Kinsey auf. 
Das Gebiet wurde durch Vermessungen des United States Geological Survey und mithilfe von Luftaufnahmen der United States Navy zwischen 1960 und 1963 kartografisch erfasst. Benannt sind die Hügel nach Kelsey B. Goodman, Planungsoffizier im Kommandostab der Unterstützungsverbände der US-Navy in Antarktika zwischen 1969 und 1972, Mitarbeiter in der Abteilung für Polarregionen des US-Verteidigungsministeriums von 1972 bis 1974 sowie Mitglied des Advisory Committee on Antarctic Names und des United States Board on Geographic Names von 1973 bis 1976.